# Jan Zhang Jingguang
Jan Zhang Jingguang OFS (chiń. 張景光若望) (ur. 1878 w Fujingcun, prowincja Shanxi, zm. 9 lipca 1900 w Taiyuan) − chiński seminarzysta, tercjarz franciszkański, męczennik, święty Kościoła katolickiego.

## Życiorys
Jan Zhang Jingguang urodził się w Fujingcun w powiecie Taigu w prowincji Shanxi. Jego rodzicami byli Zhang Zhiqian i Maria Ren, mieli oni trzy córki i dwóch synów – Jana i Szymona. W 1894 r. wstąpił do wyższego seminarium duchownego w Taiyuan. W 1897 r. otrzymał święcenia akolity. Podczas powstania bokserów doszło w Chinach do prześladowań chrześcijan. W związku z tym zwolniono seminarzystów do domów. Jednak on i 4 innych seminarzystów pozostało. Zarządca prowincji Shanxi Yuxian nienawidził chrześcijan. Z jego polecenia biskup Grzegorz Grassi został aresztowany razem z 2 innymi biskupami (Franciszek Fogolla, Eliasz Facchini), 3 księżmi, 7 zakonnicami, 7 seminarzystami, 10 świeckimi pomocnikami misji i kilkoma wdowami. Aresztowano również protestanckich duchownych razem z ich rodzinami. Wśród aresztowanych znalazł się Jan Zhang Jingguang. Został stracony razem z biskupem i innymi katolikami z rozkazu gubernatora Shanxi 9 lipca 1900 r. W tym dniu zabito łącznie 26 męczenników. W styczniu 1901 r. nowy zarządca prowincji urządził ich uroczysty pogrzeb.

## Dzień wspomnienia
9 lipca w grupie 120 męczenników chińskich.

## Proces beatyfikacyjny i kanonizacyjny
Beatyfikowany 24 listopada 1946 r. przez Piusa XII w grupie Grzegorz Grassi i 28 Towarzyszy. Kanonizowani w grupie 120 męczenników chińskich 1 października 2000 r. przez Jana Pawła II.